# Catedral de la Anunciación (Sujumi)
La Catedral de la Anunciación (en ruso: Благовещенский собор) es la iglesia catedral de la Anunciación en Sujumi, de jure, es la principal catedral de la Eparquía de Pitsunda y Sujumi-Abjasia del patriarcado de Georgia, pero de hecho se utiliza como la Catedral de la autoproclamada iglesia Ortodoxa de Abjasia.
En 1909, a expensas de la comunidad ortodoxa griega de la ciudad de Sujumi en el centro de la ciudad se inició la construcción de una iglesia en el estilo neo-bizantino, que se completó en 1915. La iglesia fue consagrada en honor de San Nicolás y hasta la década de 1940 era conocido como la Iglesia griega de San Nicolás. Después de la Segunda Guerra Mundial, la iglesia se convirtió en la catedral de Sujumi. En marzo de 2010, la catedral se sometió a trabajos de restauración y se estableció una cúpula dorada.
El 10 de febrero de 2011, el Gobierno de Abjasia transfirió la Catedral de la Anunciación a la Iglesia Ortodoxa de Abjasia por un tiempo libre e ilimitado.